# Transporte ferroviário na Índia

Mapa da rede ferroviária indiana e tempo de viagem entre as estações principais

O transporte ferroviário na Índia é um modo de transporte a longa distância que consiste em operações ferroviárias manipuladas quase sempre por uma empresa estatal, a Indian Railways, sob controle do Ministério Federal da Ferrovia. A rede ferroviária cobre todo o comprimento e largura do país, abrangendo uma extensão total de 63 140 quilômetros.
Diz-se de ser a segunda maior rede ferroviária do mundo, o transporte de mais de 5 bilhões * de passageiros e mais de 350 milhões de toneladas de carga anualmente. As suas operações abrangem 28 estados e 3 territórios da união além de prestar serviços limitados ao Nepal, Bangladesh e Paquistão.
As ferrovias foram introduzidas na Índia em 1853, e na época da Independência da Índia em 1947 tinham crescido a quarenta e dois sistemas ferroviários. Em 1951 os sistemas foram nacionalizados como uma unidade — a Indian Railways — para formar uma das maiores redes do mundo. Locomotivas fabricadas em diversos lugares da Índia recebem códigos que especificam as suas bitolas, tipo de potência e o tipo de operação. Semáforos coloridos são usados como sinais, mas em algumas zonas remotas de operação ainda são utilizados os sinais mecânicos mais primitivos. As classes de acomodações vão desde geral até primeira classe AC. Os trens são classificados de acordo com a velocidade e área de operação. Muitos trens são oficialmente identificados por um código de quatro dígitos, embora muitos são vulgarmente conhecido por nomes exclusivos. O sistema de bilheteria foi informatizado em grande escala, e os bilhetes são encontrados tanto na categoria por reserva como não reservados.

## Trilho

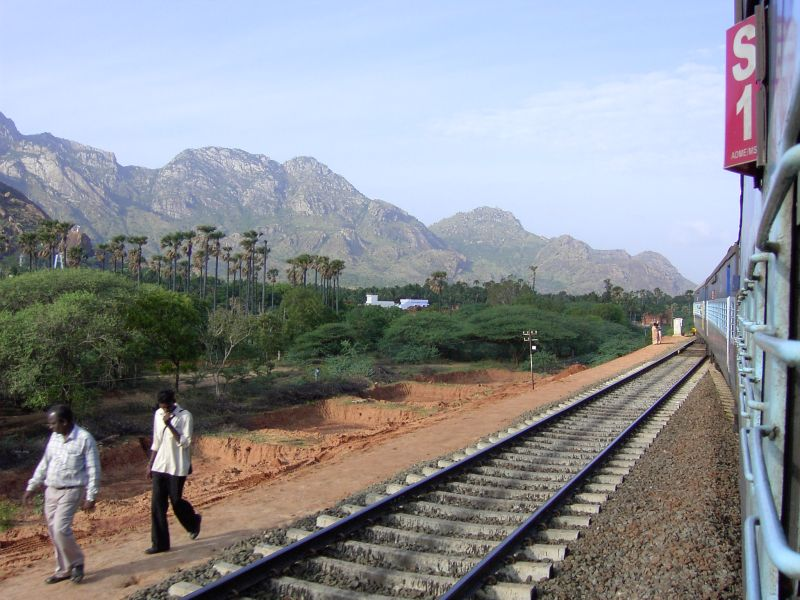
A bitola larga é a bitola predominantemente usada pela Indian Railways

O comprimento total da pista utilizada pela Indian Railways é de cerca de 108 805 km, enquanto o comprimento total da rede é 63 465 km. Cerca de 28% da quilometragem da rota e 40% da quilometragem total de trilhos é electrificada. Seções de trilhos são classificadas de acordo com as velocidades entre 75 e 160 km/h. Indian railways usa três bitolas, a bitola indiana (maior que a padrão de 1 435 mm, a bitola métrica; e a bitola estreita (mais estreita que a bitola padrão).
A bitola larga indiana — 1 676 mm — é a bitola mais utilizada na Índia com 89 771 km da pista. Em algumas regiões com menos tráfego, a bitola métrica — 1 000 mm — é comum. Atualmente está em andamento o projeto Unigauge (bitola única) que visa à conversão de todos os trilhos para a bitola larga. A bitola estreita está presente em algumas poucas rotas, sendo encontrada em terrenos montanhosos e em algumas ferrovias privadas (em função do custo), que são normalmente difíceis de converter para bitola larga. A bitola estreita abrange um total de 3 350 km. A Ferrovia de Montanha Nilguiri e a Ferrovia Himalayan Darjeeling são duas notáveis ferrovias na colina que usam bitola estreita.
Na maioria das linhas os dormentes (travessas dos trilhos) utilizados são feitos de concreto protendido, de aço ou ferro fundido, embora ainda estão em uso em algumas linhas mais antigas os dormentes de teca. O dormente de concreto protendido, o mais utilizado atualmente, é baseado no desenho RDSO Nº RDSO=T-2496.Metal Os dormentes de metal também foram amplamente utilizados antes do advento do concreto. A Indian Railways divide o país em quatro zonas, com a intenção de monitorar a variação de temperatura. A maior variação de temperatura ocorre em Rajastão, onde a diferença pode ser superior a 70 °C (158 °F).

## Locomotivas

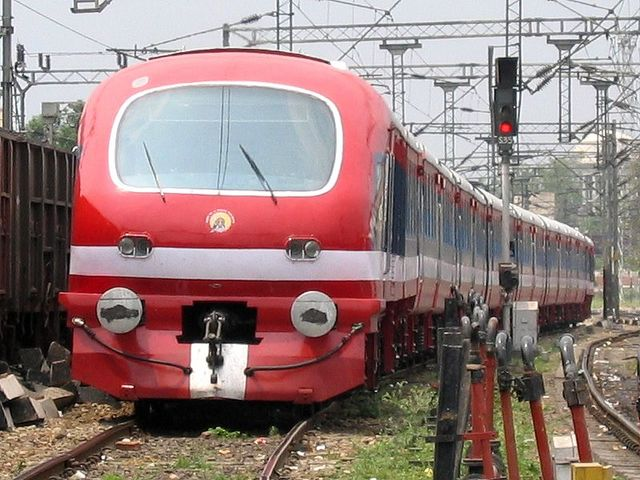
Um trem DMU

A Indian Railways usa um código de identificação especializados para a classificação de suas locomotivas. O código é normalmente de três ou quatro letras, seguido de um algarismo para identificar o modelo (seja atribuído em ordem cronológica ou representando a potência da locomotiva). Este pode ser seguido por outros códigos para pequenas variações na base do modelo.
As três (ou quatro) letras são, da esquerda para a direita, a medida da bitola em que a locomotiva opera, o tipo de energia ou de combustível para a locomotiva, e o tipo de operação em que a locomotiva pode ser usada. A bitola é codificado como 'W' para bitola larga, 'Y' para bitola métrica, 'Z' para a bitola estreita de 762 mm e 'N' para a bitola estreita de 610 mm. O código referente ao combustível é 'D' para motores a diesel, 'A' para trens elétricos de corrente alternada (AC), 'C' para trens elétricos de corrente contínua (DC) e 'CA' para a tração dupla (AC / DC). A letra referente à operação somente-carga é a letra 'G', 'P' para trens apenas tripulados, 'M' para operação mista (passageiros e mercadorias) e 'S' para operações de manobra. Um número em algum ponto do trem indica a potência do motor. Por exemplo '4' indicaria uma potência acima de 4 000 hp (2 980 kW), mas inferior a 5 000 hp (3 730 kW). uma letra seguindo o número é usada para dar uma classificação mais exata. Por exemplo, 'A' seria um adicional de 100 hp (75 kW), 'B' 200 cv (150 kW) e assim por diante. Por exemplo, um WDM-3D é um trem que utiliza a bitola larga, a diesel, modo misto (adequado tanto para passageiros como para cargas) e tem uma potência de 3 400 hp (2,5 MW).
A Locomotiva a diesel mais utilizada é a WDM-2, que começou a ser produzida em 1962. Essa locomotiva de 2 600 hp (1,9 MW) foi concebida pela locomotiva Alco e fabricada pela empresa Diesel Locomotive Works, em Varanasi, e é utilizada como locomotiva padrão. Ela está sendo substituído por outras mais modernas, que atinjem potências até 4 000 hp (3 MW).

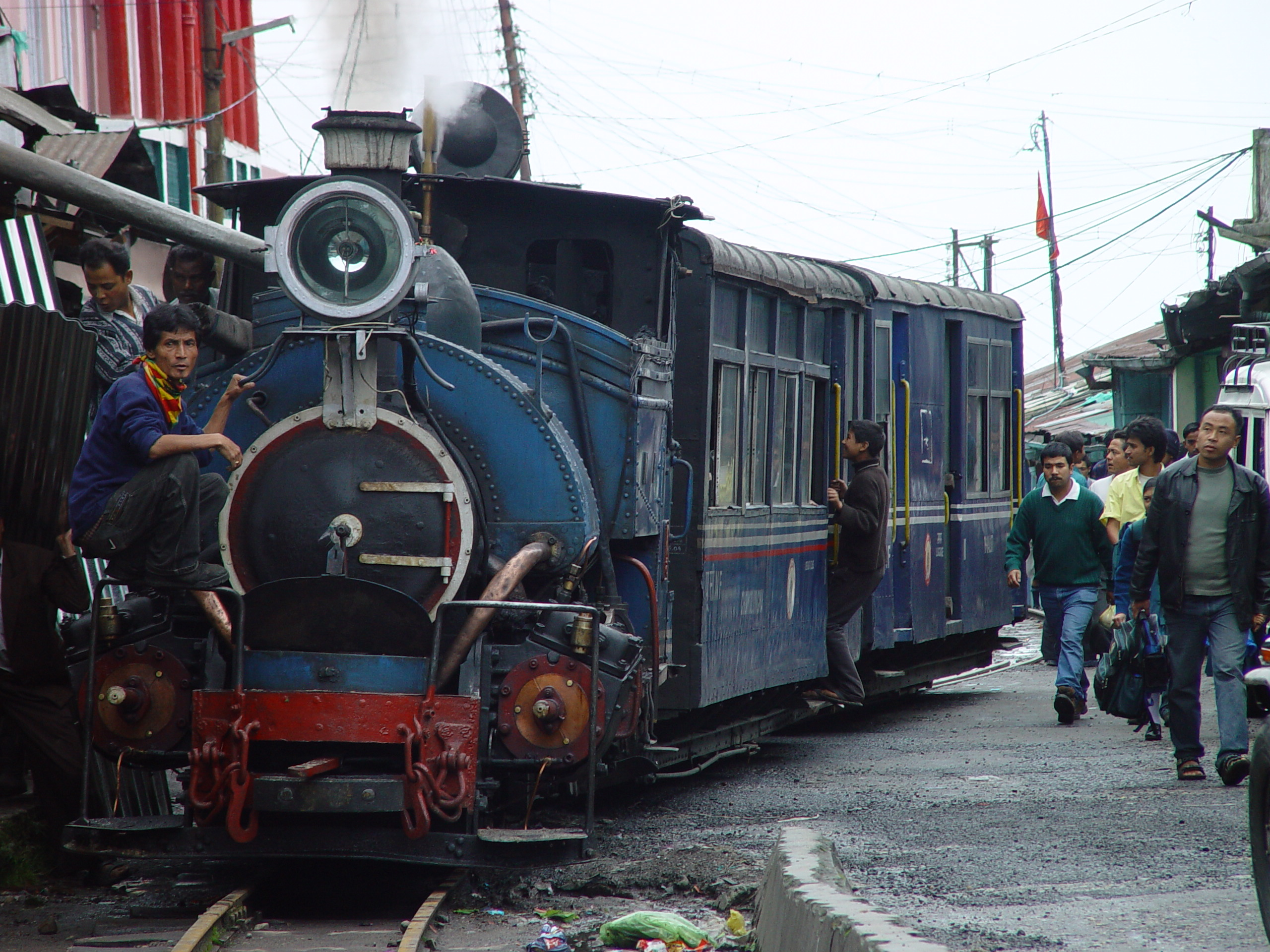
A Ferrovia Darjeeling Himalayan está classificada como Património Mundial, e uma das poucas maquinarias a vapor na Índia

Existe uma grande variedade de locomotivas eléctricas utilizadas, cujas potências variam entre 2 800 e 6 350 hp (2,1 a 4,7 MW). Mantém-se também diferentes voltagens de trilhos em uso. A maioria das seções electricas do país utilizam a tensão de 25.000 volts AC, mas algumas das linhas ferroviárias em volta de Bombaim utilizam o sistema mais antigo de 1500 V DC. Assim, Bombaim e seus arredores são os únicos locais onde se pode encontrar locomotivas com voltagem dupla (AC/DC) da série WCAM e WCAG. Todas as outras locomotivas eléctricas são fabricadas apenas para corrente AC pertencentes a série WAP, WAG e WAM. Alguns exemplares elétricos especializados na linha Western Railway (oeste) também utilizam sistemas de dupla potência. Existem também algumas locomotivas muito raras movidas a bateria, usadas principalmente para manobras e trabalhos em pátio.
As únicas locomotivas a vapor ainda em operação na Índia operam em duas linhas (Darjeeling e Ooty) ambas tombadas como Patrimônio da Humanidade e sobre os trens turísticos Palace on Wheels (Palácio sobre Rodas). Existem planos em andamento para re-converter a linha Neral-Matheran para vapor.

## Tração
A partir de março de 2007, 17 810 km do total de 63 465 km foram convertidas para eletricidade. A maioria das ferrovias utilizam 25 000 V AC através de fornecimento de catenária suspensa. Uma grande exceção é a seção inteira de Bombaim, que usa 1 500 V DC. Está sendo atualmente alterada ao sistema de 25 000 V, a conclusão da obra está prevista para 2008. Outra exceção é o metro de Calcutá, que usa 750 V DC através de uma terceira via férrea.
As voltagens das trações são alternadas em duas localidades perto de Bombaim. Os trens da Central Railway (central) que passam por Igatpuri alternam de AC para DC usando um ponto neutro que pode ser alternado para ambas as voltagens enquanto as locomotivas são desacopladas e trocadas. Os trens da Western Railway trocam suas potências rapidamente, em uma seção entre Virar (DC) e Vaitarna (AC), onde o trem continua com o seu próprio impulso por cerca de 30 m através de uma seção de catenária não eletrica chamada de zona morta. Todos Motores elétricos e EMU que operam nesta secção são necessariamente equipados com sistema duplo AC/DC (classificado como "WCAM" pela Indian Railways).

## Sistema de sinalização

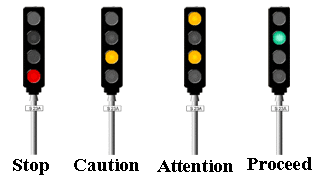
Sistema de sinalização de quatro cores

A Indian Railways faz uso de sinais com luzes coloridas, mas em algumas zonas remotas da operação,
o antigo sistema de semáforos mecânicos e sinalização baseadas em discos (dependendo de posição ou cores) ainda são usados. Com exceção de algunmas seções de alto tráfego em torno de grandes cidades e entroncamentos, a rede não utiliza sistemas de bloqueio automático. A segurança, portanto, depende totalmente da habilidade e vigilância do pessoal que operam os sinais individualmente e dos motoristas.
Em muitos lugares faz-se uso de iluminação multi-colorida, que em muitos lugares é controlada automaticamente. Existem três modos:
- Sinalização de duas cores, que faz uso de uma lâmpada vermelha (em baixo) e uma verde (no topo).
- Sinalização de três cores, que faz uso de mais uma lâmpada âmbar (amarela) no centro.
- Sinalização de quatro cores (múltiplos), faz uso de quatro lâmpadas, a quarta, na cor âmbar, é colocada acima das outras três.

Sinais de múltiplas cores, proporcionando vários estágios intermédiarios de velocidade entre 'clear' e 'on', permitem que os trens de alta velocidade tenham tempo tempo suficiente para frenagem segura, se necessário. Isto se torna muito importante conforme a velocidade dos trens aumenta. Sem os sinais múltiplos, os sinais de parada devem ser colocados muito distantes para permitir dar ao trem distância suficiente para que o trem pare, isto reduz também utilização dos trilhos. Ao mesmo tempo, trens mais lentos também podem ser executados em conjunto sobre o trilho, fazendo uso dos sinais multiplos.
Os Semáforos fazem uso de um braço mecânico para indicar a condição da linha.
Vários subtipos são utilizados:
- Quadrante baixo de um aspecto
- Quadrante baixo de uma aspecto modificado
- Quadrante múltiplo alto de um aspecto
- Com uso de discos: Esse sinais são usados próximos de alavancas usadas na operação. São sempre de dois aspectos.

## Unidades de produção
Locomotivas e vagões são produzidas nas seguintes localizações na Índia. .
- CLW: A Chittaranjan Locomotive Works em Chittaranjan fabrica locomotivas elétricas.
- DLW: A Diesel Locomotive Works em Varanasi fabrica locomotivas a diesel.
- ICF: A Integral Coach Factory em Perambur fabrica vagões integrais. Estes são constituidos por um monocasco, e um piso como uma peça integral com um "chassi".
- RCF: A Rail Coach Factory em Kapurthala também fabrica vagões para Indian Railways.
- RWF: A Rail Wheel Factory em Yelahanka produz rodas e eixos.
- Outros: Algumas locomotives elétricas vem sendo fabricadas pela BHEL (Bharat Heavy Electricals Limited), e componentes para as locomotivas são fabricados em todo o país.

## Pesquisa e desenvolvimento
A Pesquisa, o Design e a Standards Organisation (RDSO) em Lucknow é a a ala de investigação e desenvolvimento da Indian Railways. A RDSO funciona como um consultor para a Indian Railways sobre questões técnicas. Também fornece consultoria para outras organizações relacionadas com a concepção e fabricação de materiais ferroviários. RDSO foi reorganizada, com efeitos a partir de 1 de janeiro de 2003 elevando o seu estatuto de "Attached Office" "Zonal Railway" para lhe dar uma maior flexibilidade e um impulso para a actividades de investigação e desenvolvimento.

## Classes de acomodação
Um trem padrão de passageiros contém muitos vagões de diferentes classes. A tabela a seguir lista as calasses em operação. Apesar de nem todas as classes poderem ser associadas a um nível.
| Classe | Descrição |
| ------ | --- |
| 1A     | A Primeira classe AC (First class AC): Esta é a classe mais cara, onde as tarifas são geralmente equivalente as de companhias aéreas. Leitos estão incluídos na tarifa em IR. Este tipo de vagão com ar condicionado está presente apenas nas rotas mais populares entre cidades metropolitanas, podem transportar 18 passageiros. O interior dos vagões é encarpetado, têm espaço de acomodações para dormir, alguns possuem inclusive compartimentos individuais.                                           |
| 2A     | AC-Duas fileiras ( AC two tier ): Vagões com ar condicionado e beliches, amplas compartimentos, cortinas e lâmpadas de leitura individuais. Os beliches são geralmente dispostos em duas fileiras em baias de seis, quatro no sentido da largura do vagão, em seguida, o corredor, e então, mais dois beliches longitudinalmente, com cortinas para dar alguma privacidade daqueles que passam pelo corredor. Os leitos estão inclusos com a tarifa. O Vagão de bitola larga pode transportar 48 passageiros. |
| FC     | Primeira Classe (First Class): O mesmo que 1AC, porém sem o ar condicionado. Essa classe não é muito comum. |
| 3A     | AC três fileiras (AC three tier): Vagões com ar condicionado e beliches. Beliches são geralmente arranjadas com as de 2AC mas com três fileiras na largura e duas longitudinalmente resultando em oito baias, como anteriormente. Eles são ligeiramente menos bem arranjados, não costumam ser equipados com lâmpadas para leitura nem possuir corredores acarpetados. O leito está incluído com a tarifa. Suporta 64 passageiros, e utiliza a bitola larga.                                                  |
| CC     | AC carro de assento (AC chair car): Um vagão de assentos com ar condicionado, e um total de cinco assentos por fileira usado para viagens diurnas entre cidades. |
| EC     | Carro de assento de classe executiva (Executive class chair car): Um vagão de assentos com ar condicionado, e um total de quatro assentos por fileira usado para viagens diurnas entre cidades. |
| SL     | Classe dormitório (Sleeper class): A classe dormitório é a mais comum, normalmente, podem ser anexados até dez vagões. Estes são, regularmente, vagões dormitórios com três beliches verticalmente empilhados. Trens de bitola larga, que transporta 72 passageiros por vagão. |
| 2S     | Classe de assento (Seater class): o mesmo que AC Carro de assento, mas sem sistema de ar condicionado. |
| G      | Geral (General): A acomodação mais barata, com assentos feito de madeira prensada. Os assentos não são garantidos e os bilhetes são emitidos geralmente duas horas antes da saída do trem. Esse vagões são geralmente muito lotados. |

Na parte traseira do trem existe um compartimento especial conhecido como a cabine do guarda. É equipada com um transceptor onde o guarda geralmente dá o sinal de "pronto para partir" antes da partida do trem. Um trem padrão de passageiros geralmente possui quatro compartimentos gerais, dois na frente e dois atrás, um dos quais é exclusivamente para mulheres. O número exato varia de acordo com a demanda e a rota. O compartimento de bagagens pode também ser situado na frente ou no fundo. Em alguns trens pode ser visto um compartimento de correio. Os trens de longa distância geralmente possuem um vagão-copa no centro.

## Nomenclatura

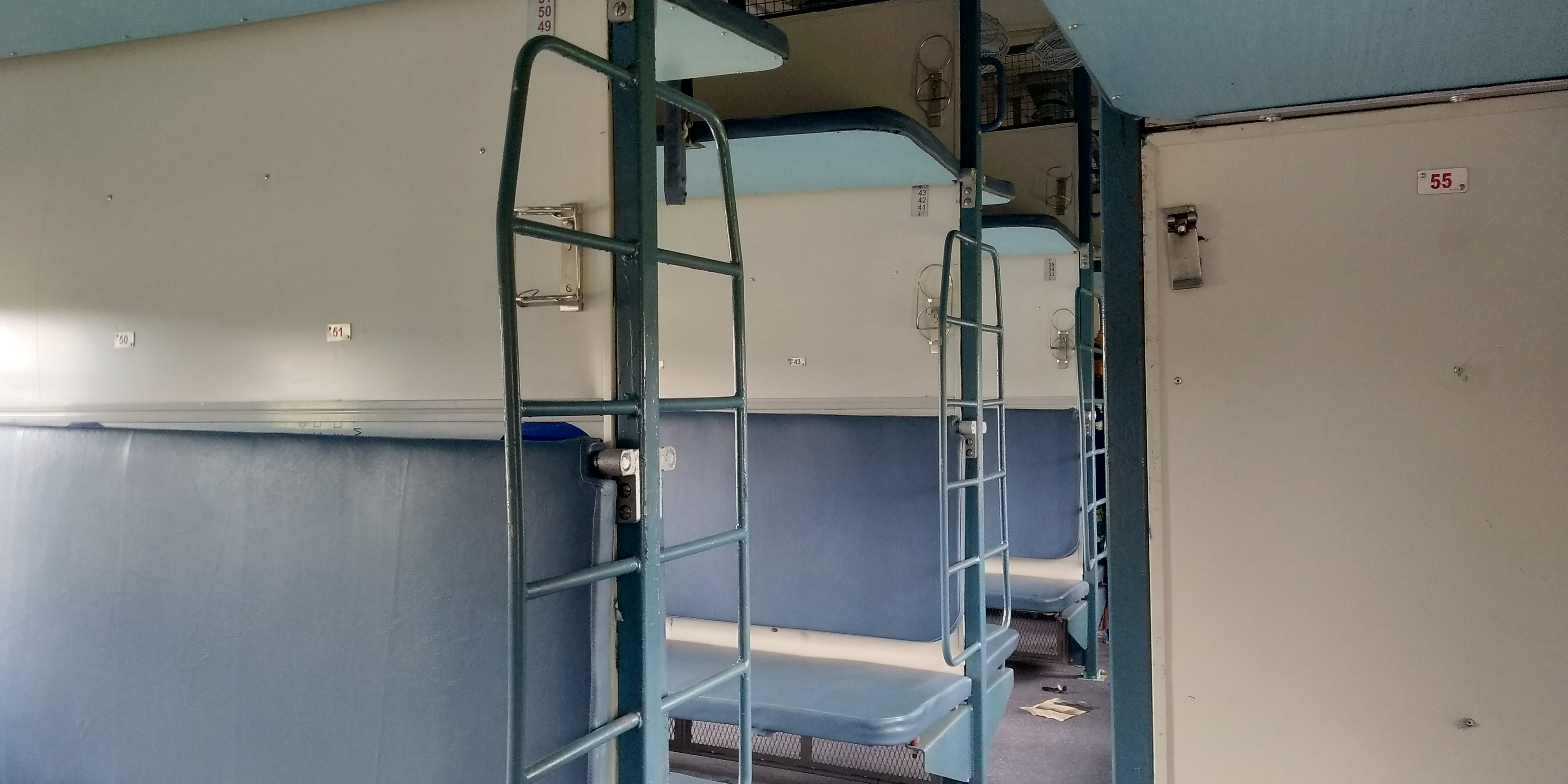
Interior de um treinador da classe dorminhoco (SL)

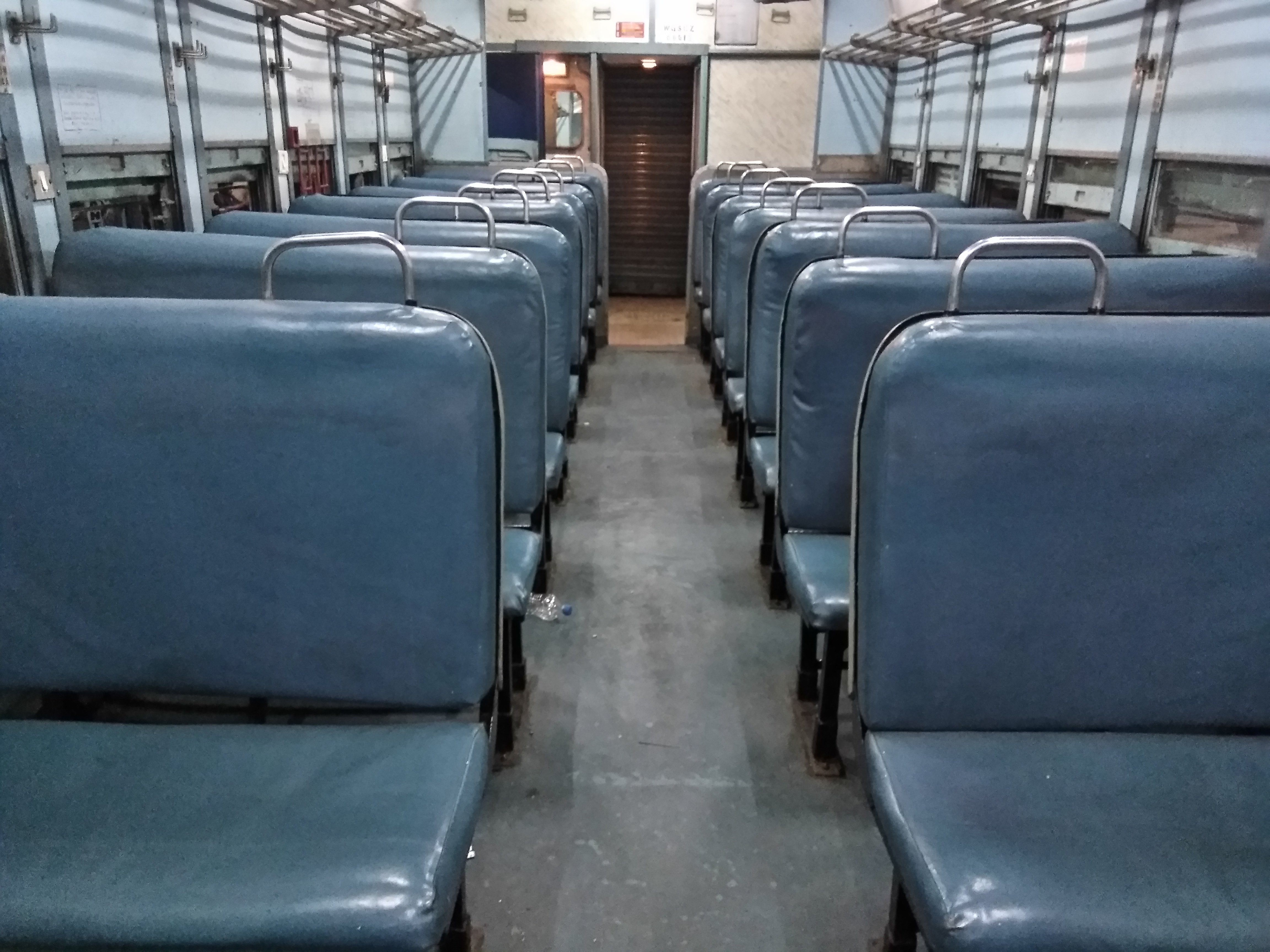
Interior de um treinador de segunda classe (2S)

Trens são classificados em diferentes categorias, que vão de acordo com o número de paradas ao longo do percurso, a prioridade de que eles gozam na rede, bem como a estrutura de passageiros. Cada trem expresso é identificado por um número de quatro dígitos o primeiro dígito indica a zona em que o trem opera, o segundo a divisão da zona que controla o trem e é responsável pela sua manutenção regular e limpeza, já os últimos dois dígitos são o número serial do trem.
Para trens Super-rápidos, o primeiro dígito é sempre '2', o segundo algarismo representa a zona, a terceira a divisão e apenas o último dígito o número de série dentro da divisão. Trens viajando em direções opostas ao longo da mesma rota geralmente são rotulados com números consecutivos. No entanto, há grande variação no número de trens e em algumas zonas, tais como na Central Railway (zona central), em que é utilizado um método menos sistemático para a numeração dos trens. A maioria dos trens expressos também possuem um nome exclusivo a eles associados, que são geralmente exóticos. São utilizados nomes de marcos, pessoas famosas, rios, etc. Alguns exemplos notáveis são:
1. Charminar Express entre Hyderabad e Chennai, nomeado em homenagem ao monumento de Charminar em Hyderabad.
2. Ashram Express entre Ahmedabad e Nova Deli, em homenagem ao Ashram Sabarmati de Mahatma Gandhi.
3. Gitanjali Express entre Bombaim e Howrah CST (Calcutá), homenagem a famosa obra de Rabindranath Tagore.
4. Parashurama Express entre Mangalore e Thiruvananthapuram, homenagem a Parashurama.
5. Prayag Raj Express entre Allahabad e Nova Deli, homenagem a Prayag, um pequeno local sagrado de peregrinação sagrado e do antigo nome de Allahabad.
6. Lal Bagh Express entre Bangalore e Chennai, homenagem aos famosos jardin botânicos de Lal Bagh em Bangalore.
7. Godavari Express entre Hyderabad e Visakhapatnam devido a rio Godavari, no sul da Índia.
8. Nilgiri (Blue Mountain) Express entre Chennai Coimbatore devido aos montes Nilgiri.
9. 'Expresso Purshottam (Nova Deli-Puri)
10. Expresso Kashi Vishwanath (Nova Deli-Varanasi)
11. Expresso de Mangla
12. Expresso de Bagh (Howrah-Kathgodam)
13. Expresso Ala Hazarat (Bareilly-Bhuj)

## Hierarquia dos trens
Trens são classificados por sua velocidade média. Um trem mais rápido faz menos paradas do que um mais lento e geralmente serve para viagens de longa distância.

## Bilhetes

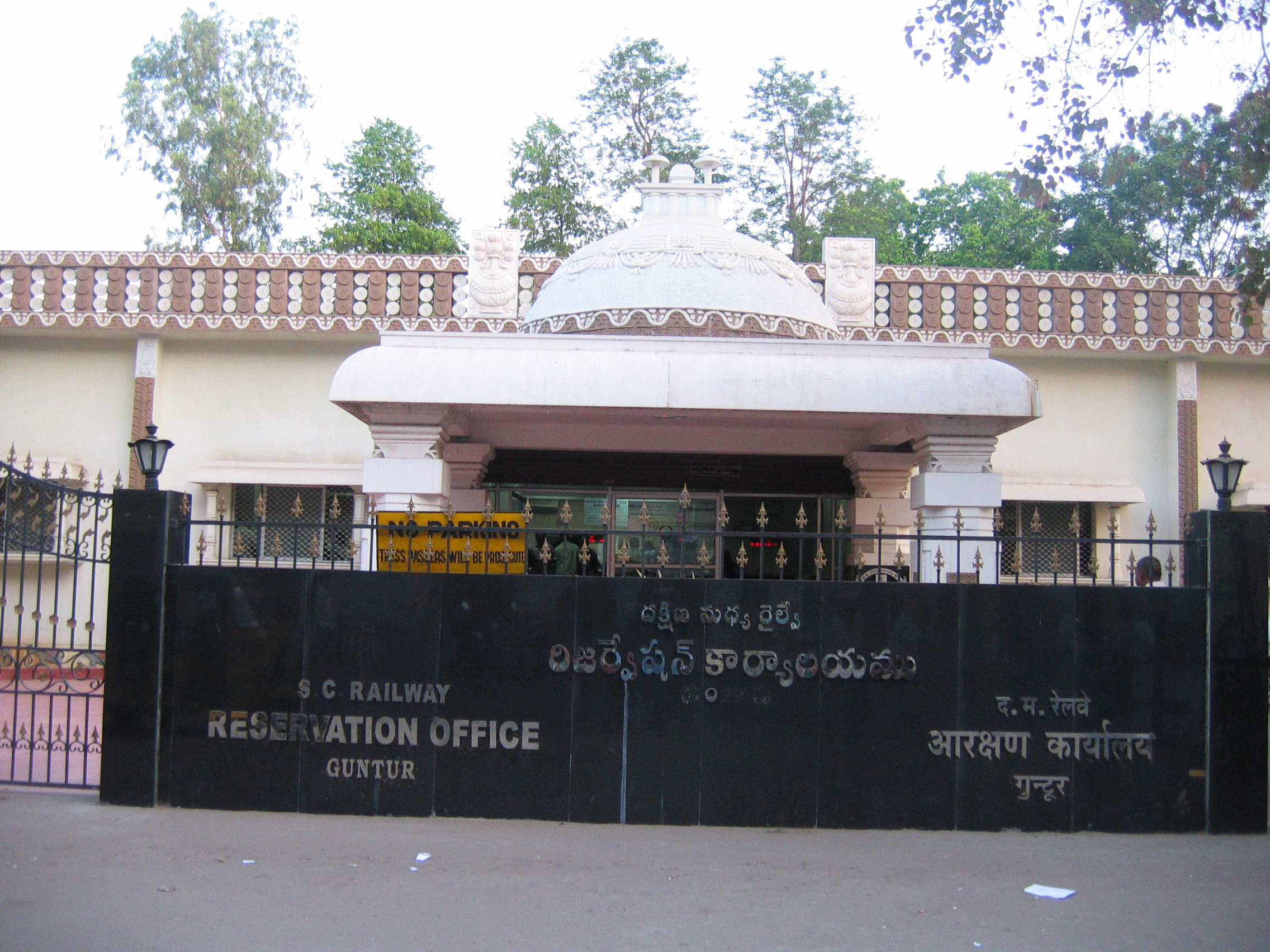
Repartição de reserva de bilhetes em Guntur

A Índia possui uma das tarifas ferroviárias mais baixas do mundo, e o tráfego de passageiros é fortemente subsidiado pelo frete. Até o final dos anos 1980, as reservas dos bilhetes da Indian Railways eram feitas manualmente. Em finais de 1987, passou a ser utilizado um sistema de bilheteria computadorizado. Todo o sistema de bilheteria on-line passou, em 1995, a fornecer informações atualizadas sobre a situação e a disponibilidade. Hoje, a rede de bilheteria é informatizada, em muitos lugares, com a exceção de alguns lugares mais remotos. bilhetes computadorizados podem ser reservados para qualquer origem e destino do país. Os bilhetes também podem ser reservados através da internet, e também de telefones móveis, embora para este serviço seja acrescido uma sobretaxa.
Bilhetes com desconto estão disponíveis para os cidadãos idosos (acima de sessenta anos) e algumas outras categorias de passageiros, incluindo deficientes, estudantes, desportistas, as pessoas afectadas por doenças graves, ou de pessoas que aparecem para concursos. Um compartimento da classe mais baixa de acomodação é reservada para mulheres em todos os trens de passageiros. Alguns beliches e assentos na classe dormitório na primeira e segunda classe são reservados a mulheres. Também podem ser encontrados bilhetes para temporadas que permitem viagens ilimitadas numa determinada seção em trens predetermindos. Turistas estrangeiros podem comprar um Indrail Pass, que é inspirado no modelo do Eurail Pass, utilizado na Europa, que permitem viagens ilimitadas na Índia durante um determinado período.

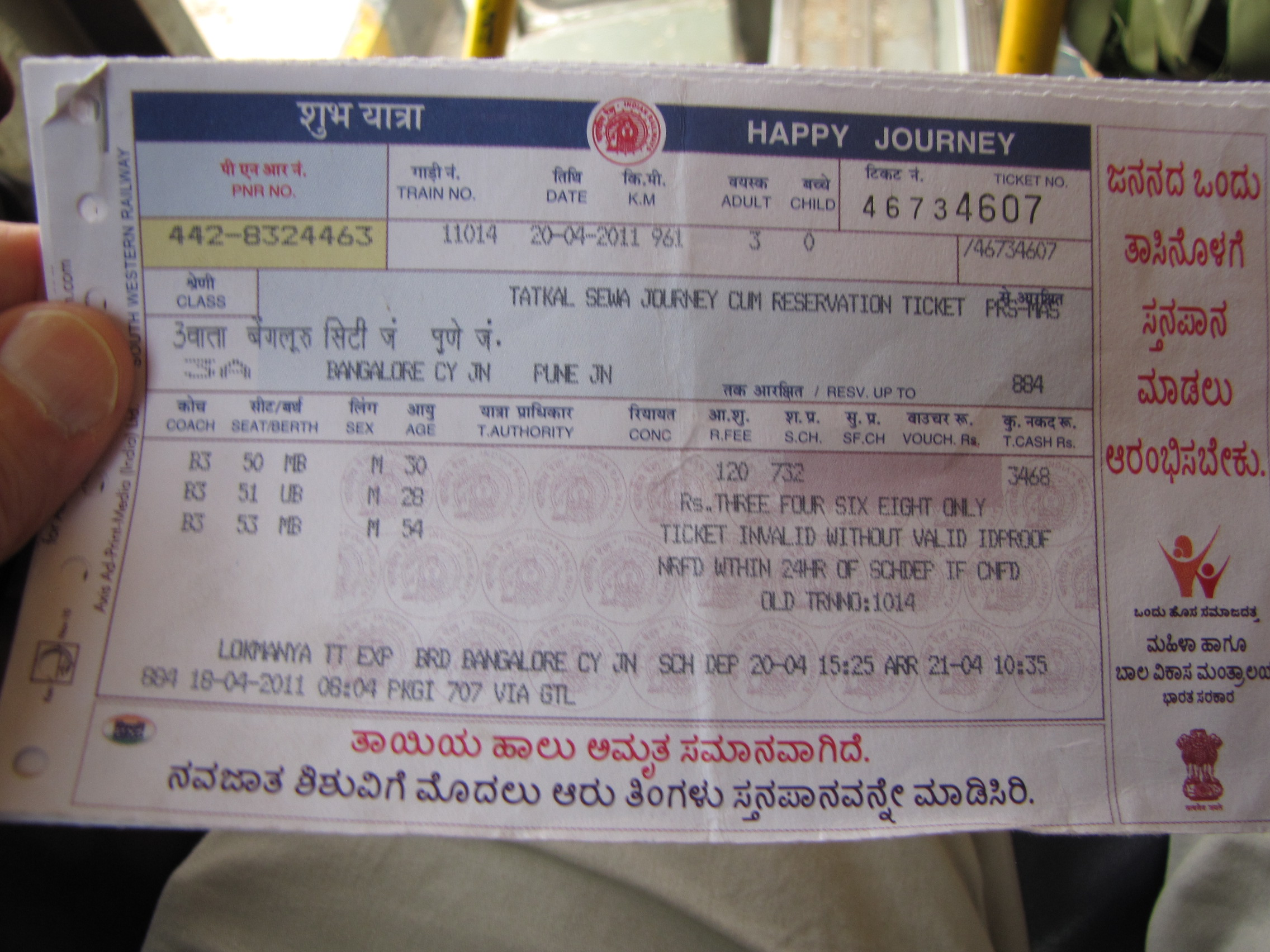
Um bilhete da Indian Railways, de Bangalore para Pune pelo correio de Bombaim

Para viagens de longa distância, a reserva de um beliche pode ser feito para viagens confortáveis até dois meses antes da data da viagem prevista. Os detalhes, como o nome, idade e concessão (se necessária) são requeridos e gravados no bilhete. O preço do bilhete inclui geralmente a tarifa base que depende da classificação dos trens (exemplo: super-rápido sobretaxa se o trem é classificado como um super-rápido), a classe em que se pretende viajar e as tarifas de reserva para viagens de pernoite.
Caso não tenha disponibildade de assento, o bilhete recebe um número de lista de espera; o bilhete é "confirmado", e um número de beliche é impresso no bilhete. O passageiro que recebe um bilhete de espera terá de esperar até que haja cancelamentos suficientes para permitir-lhe mover-se para a lista de assentos confirmados. Se o bilhete não é confirmado no dia da partida, ele pode não embarcar no trem. Alguns dos bilhetes são atribuídos o RCC (RAC) ou Reserva contra Cancelamento, que está entre a lista de espera e a lista de passagens confirmadas. Estes permitem ao portador do bilhete embarcar no trem e obter um assento escolhido pelo coletor de bilhete, Após este certificar-se de se tratar de um assento vago (absentista).
Os Bilhetes Ferroviários por Reserva podem ser reservados através do site da Indian Railway Catering and Tourism Corporation Limited, e também através de telefones celulares e SMS. Os bilhetes reservados através deste site são divididos em iTickets e eTickets. iTickets são aqueles, que são reservadas por um passageiro e, em seguida, impresso e entregue ao passageiro para o transporte durante a viagem. eTickets são aqueles, que o passageiro pode imprimir ele próprio e levar na viagem. Para agendar um eTicket, é necessário um Cartão de Identidade com Foto autorizado. Cancelamento de eTickets também são feitas on-line, sem que o passageiro precise ir a qualquer repartição. Bilhetes sem-reserva estão disponíveis para compra na plataforma a qualquer momento antes da partida. Os portadores de bilhetes sem-reserva só podem embarcar nos compartimentos da classe geral. Todos os bilhetes das redes suburbanas sem-reserva são válidos apenas por um período de tempo limitado. Para passageiros freqüentes, um bilhete para temporada pass (mensal ou trimestral) garante viagens ilimitadas entre duas paradas.

## Conexões internacionais
A Índia tem ligações ferroviárias com o Paquistão, Nepal e Bangladesh. Além disso, pretende instalar um sistema ferroviário no sul do Butão. Antes da Partição da Índia, havia oito ligações ferroviárias onde agora estão a Índia e o Paquistão. No entanto, actualmente existem apenas duas ligações ferroviárias mantidas ainda em operação entre os dois países. O primeiro é a Wagah no Punjab. O Expresso Samjhauta opera nesta rota de Amritsar na Índia ao Paquistão, em Lahore. O segundo, inaugurado em Fevereiro de 2006 opera entre Munabao (em Rajasthan na Índia) e Khokhrapar (em Sinde no Paquistão). Outras ligações fora de operação são:
- Ferozepur–Fazilka–Bahawalnagar–Samasata (por Anupgarh (India) / Amruka & Fort Abbas (Pakistan) próximo da Fronteira). (Punjab)
- Ferozepur–Kasur–Raiwind–Lahore (Punjab)
- Amritsar–Attari–Lahore (Punjab)
- Amritsar–Dera Baba Nanak–Narowal–Sialkot (Punjab)
- Jammu–Sialkot